# Famille Brunszvik
La famille Brunszvik de Korompa (en hongrois : korompai Brunszvik család) était une famille aristocratique hongroise.